# La Moïra
 (octobre 2014).
Si vous disposez d'ouvrages ou d'articles de référence ou si vous connaissez des sites web de qualité traitant du thème abordé ici, merci de compléter l'article en donnant les références utiles à sa vérifiabilité et en les liant à la section « Notes et références ».
Pour les articles homonymes, voir Moira (homonymie).
La Moïra est le titre d'une trilogie de fantasy teintée de légendes bretonnes et celtiques, écrite par Henri Loevenbruck et publiée durant les années 2001-2002 chez Bragelonne, et plus récemment chez J'ai Lu, contant la vie d'une jeune fille dans une ancienne Irlande alternative.
L’œuvre est régulièrement confondue  avec Les légendes de la Moïra, une série littéraire québécoise publié en 2016 chez CKR-Editions.

## Résumé
XIIe siècle, une jeune fille, nommée Aléa, va un jour, lors d'une triste errance, trouver une bague, celle d'Ilvain le Samildanach, membre sans doute le plus puissant du Conseil des Druides de Gaelia. Cet objet lui confère des pouvoirs qui vont la plonger dans les intrigues de l'île où elle vit. Elle rencontrera un druide, Phélim, qui la conduira à travers maintes aventures. Elle s'accompagnera aussi dès le début de ses aventures d'un nain, Mjolln, qui depuis l'assassinat de son épouse vit au jour le jour. Après qu'Aléa l'a défendu contre des bannis, il décide lui-même de la protéger.
Le combat du bien contre le mal continue à travers cette trilogie où se mêlent des combats avec toujours une touche d'amour et de tendresse.

## Étymologie
« Moïra », en grec, signifie à la fois « destin », « part », « portion » ou « lot », traduisant la vision grecque du destin. L'« Aléa » est un événement imprévisible, proche du hasard.

## Les livres

### En trois tomes
- La Louve et l'enfant, paru le 26 janvier 2001
- La Guerre des loups, paru le 27 août 2001
- La Nuit de la louve, paru le 17 juin 2002

### En livre de poche
- Le chemin de la louve
- La fille de la terre
- Les trois prophéties
- Le secret de Mont-Tombe
- La légende des druides
- Le crépuscule de Djar

## Dans le même univers
La série Gallica a pour héros Bohem le louvetier, le fils d'Aléa.